# E-Z表記法
E–Z 表記法(いーぜっとひょうきほう、英: E-Z notation)とは有機化学における、二重結合の絶対立体配置を記述する記法で、IUPAC命名法の一つである。相対立体配置しか表せないcis–trans 異性の記法を複数の置換基を持った二重結合の表記に利用できるよう拡張したものともいえる。E–Z 表示法、E–Z 命名法とも。
カーン・インゴルド・プレローグ順位則 (CIP順位則)に従って、二重結合上の各置換基に優先順位を付け、各炭素上の2つの置換基のうち高い方の位置を互いに比較する優先順位の高い2つの基が二重結合の反対側にある（transである）場合、 その結合は E 体（ドイツ語で「反対」を意味するentgegenドイツ語: [ɛntˈɡeːɡən]に由来）と呼ばれ、優先順位の高い2つの基が二重結合の同じ側にある（cisである）場合、 その結合は Z 体（ドイツ語で「共に」を意味するzusammenドイツ語: [tsuˈzamən]に由来）と呼ばれる。
|               |  |               |
| (E)-But-2-ene |  | (Z)-But-2-ene |

E と Z は慣例的に大文字、イタリック体、括弧つきで表記され、残りの名前とはハイフンで区切られている。英語の大文字表記ルールでは名前の最初の文字にはならない（上記の例では、先頭の E や Z が大文字でもButeneの"B"は大文字のままである）。
CIP順位則では塩素よりも臭素の優先順位が高いため、下記の例のように"cis-trans"としての直感に反しうる命名になることもある。
|                                |  |                                |
| (E)-1-Bromo-1,2-dichloroethene |  | (Z)-1-Bromo-1,2-dichloroethene |

アリティレチノイン

複数の二重結合を持つ有機分子では、複数のE、Zがそれぞれどのアルケンを指しているか示す必要がある場合がある。 例えば、アリティレチノインの化学名は
"(2E,4E,6Z,8E)-3,7-dimethyl-9-(2,6,6-trimethyl-1-cyclohexenyl)nona-2,4,6,8-tetraenoic acid"であり、2、4、8位のアルケンが E, 6位からのアルケンが Zに相当する。